# Villanueva de la Fuente
Villanueva de la Fuente település Spanyolországban, Ciudad Real tartományban. Villanueva de la Fuente Albaladejo, Montiel, Villahermosa, El Bonillo, Alcaraz és Povedilla községekkel határos. Lakosainak száma 1883 fő (2024).

## Népesség
A település népessége az elmúlt években az alábbi módon változott:
| Lakosok száma | 2657 | 2607 | 2585 | 2512 | 2500 | 2339 | 2267 | 2078 | 5849 | 1883 |
|               | 2001 | 2004 | 2006 | 2009 | 2011 | 2014 | 2016 | 2019 | 2021 | 2024 |